# Pianta protocarnivora

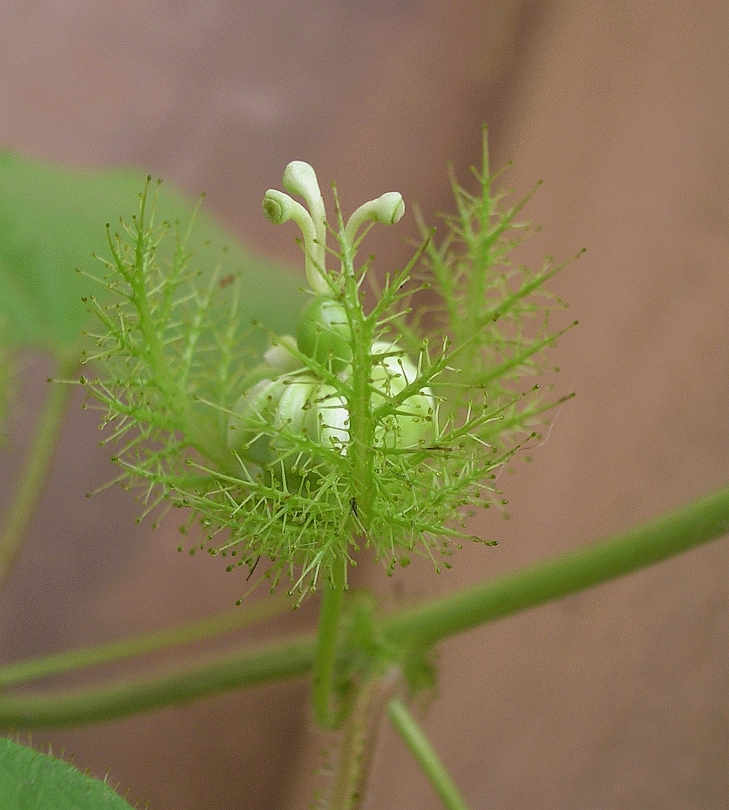
Brattea e bocciolo di Passiflora foetida, una pianta protocarnivora

Le piante protocarnivore (talvolta chiamate anche paracarnivore, subcarnivore, o semicarnivore) sono delle piante che intrappolano ed uccidono insetti o animali ma non hanno l'abilità di digerirli o di assorbire i nutrienti dalle loro prede come una pianta carnivora. Gli adattamenti morfologici, come la presenza di peli appiccicosi o di ascidi, sono paralleli alla struttura delle trappole delle piante carnivore in senso stretto.
La linea di demarcazione tra piante carnivore e protocarnivore è resa confusa dalla mancanza di una definizione precisa della carnivorìa e dalla presenza di una letteratura accademica ambigua su questi temi. Esistono molti esempi di piante protocarnivore, alcune delle quali sono considerate vere carnivore solo sulla base di preferenze storiche. 

## Osservazioni storiche

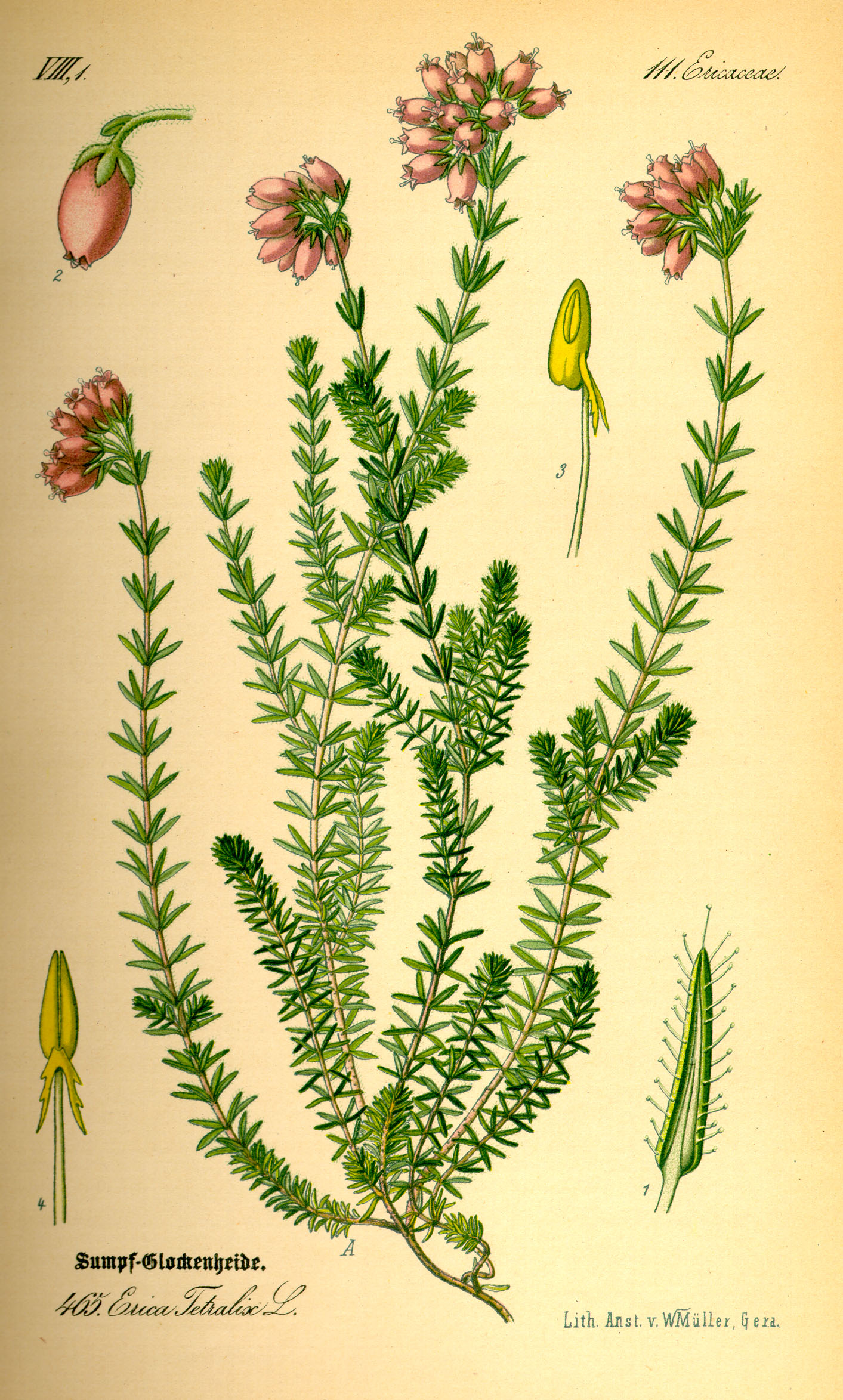
Charles Darwin sosteneva che Erica tetralix potesse essere carnivora

Le osservazioni storiche della carnivorìa nelle specie di piante sono state ristrette agli esempi più ovvi, studiando per esempio le trappole di Dionaea o di Drosera, sebbene molti autori abbiano fatto delle ipotesi su altre specie che non sono così evidentemente carnivore. In una delle prime pubblicazioni sulle piante carnivore, Charles Darwin suggerì che molte piante che avevano sviluppato ghiandole adesive, come Erica tetralix, Mirabilis longifolia, Pelargonium zonale, Primula sinesis e Saxifraga umbrosa potessero essere carnivore, ma su di esse sono state condotte poche ricerche. Francis Lloyd ha fornito la sua lista di piante carnivore nel suo libro del 1942, sebbene queste specie ed il loro potenziale fossero menzionati solo nell'introduzione. Più tardi, nel 1981, Paul Simons riscoprì degli articoli da una rivista italiana dei primi del '900 che identificavano diverse specie di piante che digerivano le prede dopo averle catturate con le loro trappole adesive. Simons fu sorpreso di scoprire che questi articoli mancavano nelle bibliografie della maggior parte dei moderni libri ed articoli sulle piante carnivore e si accorse che la ricerca accademica aveva considerato il libro di Lloyd del 1942 come la fonte più autorevole e comprensiva su queste piante, dimenticandosi del tutto degli studi compiuti negli anni precedenti il 1942.

## Definizione di pianta carnivora
Il problema della definizione di quali criteri una pianta debba soddisfare per essere considerata carnivora ha portato alla nascita di due definizioni distinte: una più restrittiva ed una un po' meno.

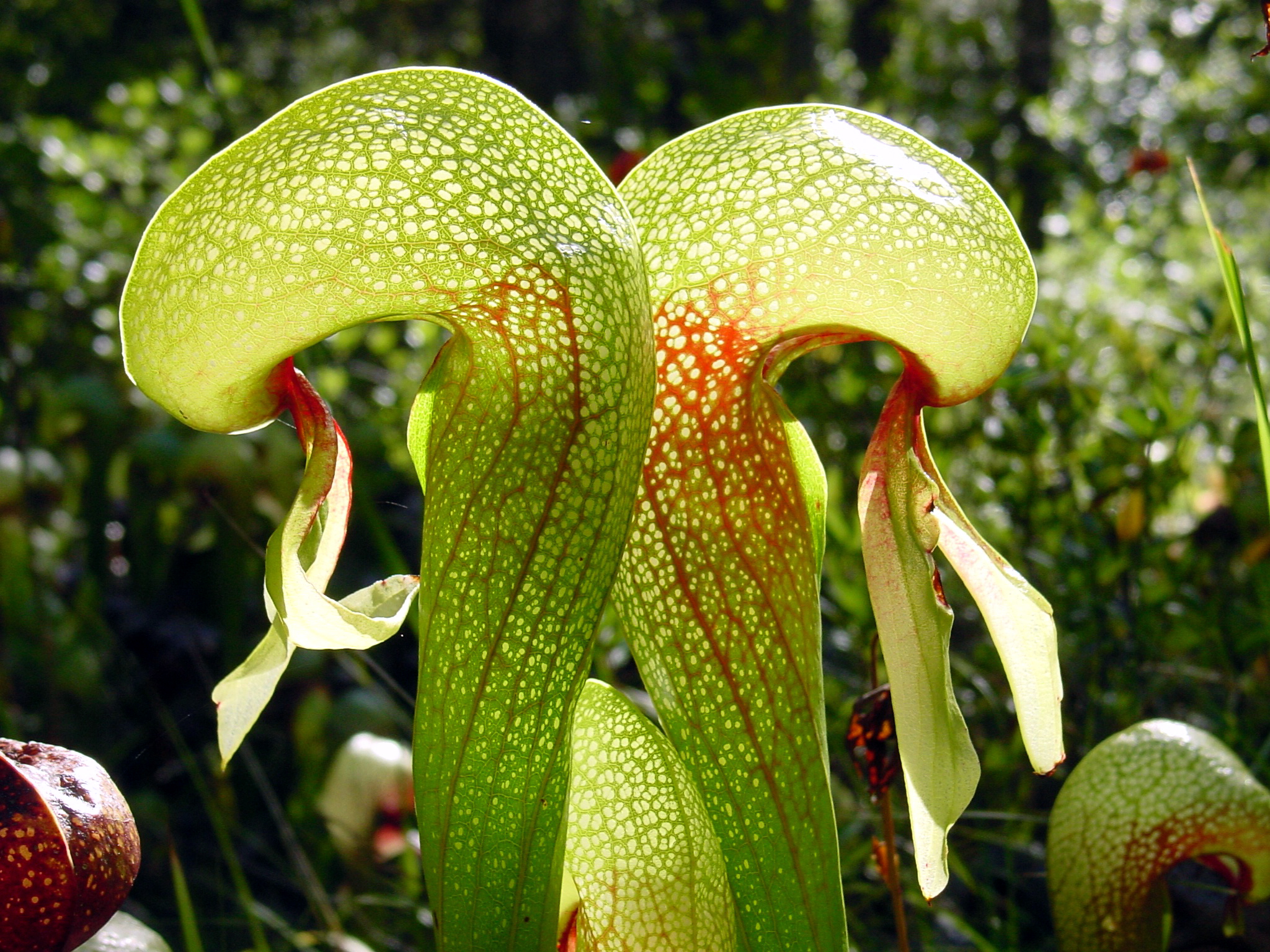
Darlingtonia californica non produce enzimi digestivi

Secondo la definizione più restrittiva, una pianta per essere considerata carnivora deve possedere degli adattamenti morfologici che le consentano di attrarre le prede mediante profumi o colori, catturarle ed evitare che scappino, digerirle mediante enzimi prodotti dalla pianta stessa e assorbire i prodotti della digestione mediante delle strutture specializzate. Qualora la pianta non fosse in grado di produrre gli appositi enzimi, essa non potrebbe essere definita una pianta carnivora, bensì una pianta protocarnivora. La presenza di commensali è considerata una forte evidenza di una lunga storia evolutiva della carnivorìa.. Secondo questa definizione, molte Heliamphora, la sarraceniacea Sarracenia purpurea e Darlingtonia californica non sono considerate piante carnivore poiché esse si affidano a batteri simbionti e ad altri organismi per produrre i necessari enzimi proteolitici.
La definizione meno restrittiva differisce dalla prima per il fatto che essa accetta che la pianta non produca i suoi enzimi. Questo permette l'inclusione tra le carnivore di piante che si affidano a catene trofiche interne o a microbi per la digestione delle prede. Entrambe le definizioni, comunque, asseriscono che la pianta debba in qualche modo trarre beneficio dalla carnivorìa. Ciò significa che essa deve mostrare una significativa crescita della fitness (per esempio un maggiore tasso di crescita o una maggiore produzione di polline o semi) in seguito all'assorbimento dei nutrienti ottenuti dai suoi adattamenti carnivori. Quindi la definizione meno restrittiva può includere piante che la prima definizione non accetterebbe mai, ma richiede la prova positiva che esse traggano dei benefici dall'essere carnivore.

## Gradi di carnivorìa

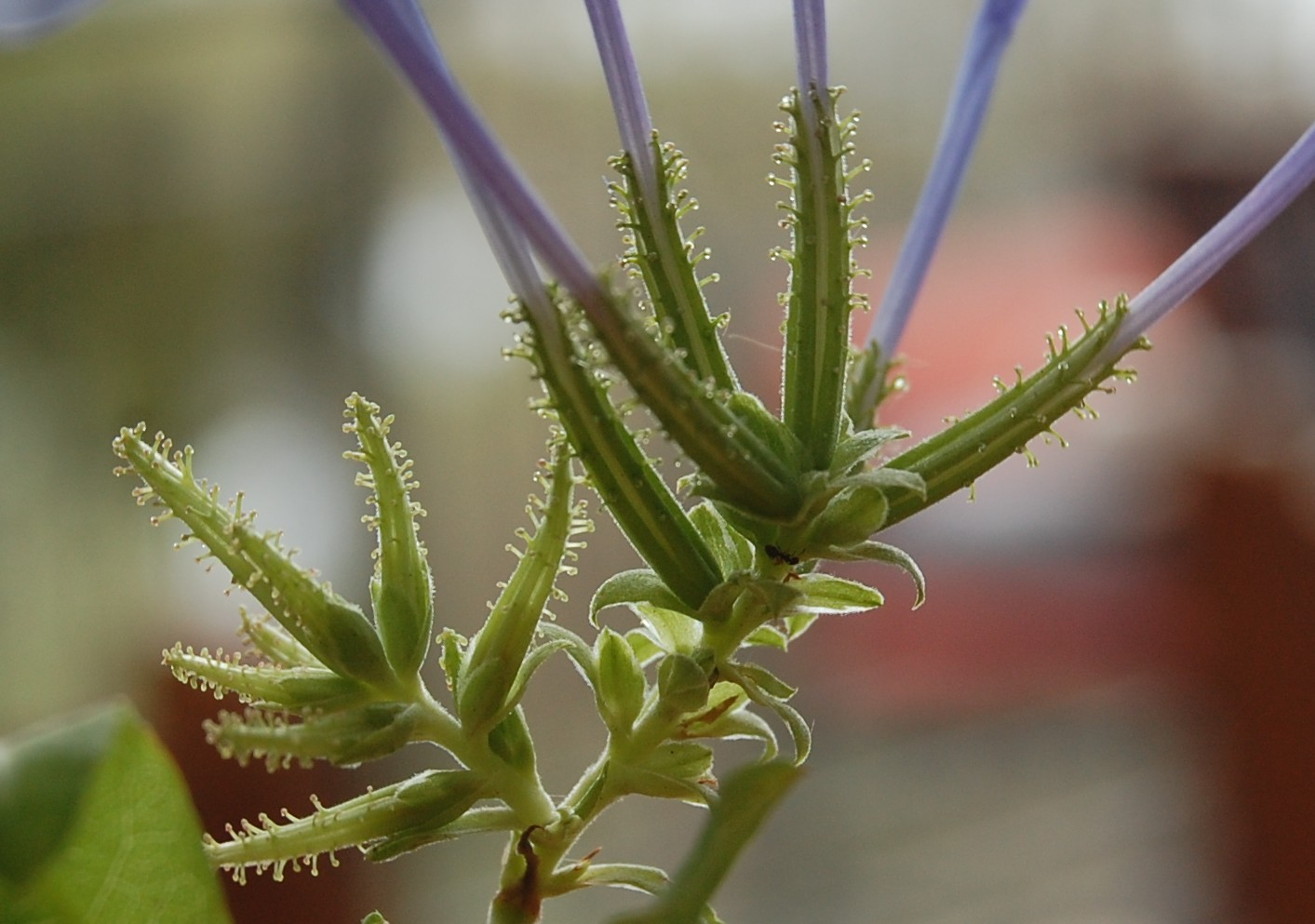
Plumbago sp., si noti la presenza di peli ghiandolari sui calici

Un'idea prevalente è che esiste una certa gradualità nella carnivorìa. Si passa da piante non-carnivore, come per esempio le rose a piante completamente carnivore e dotate di trappole attive come quelle di Dionaea o Aldrovanda. Tra questi due estremi si trovano le piante protocarnivore.
Queste vivono in habitat in cui vi è una significativa deficienza di nutrienti, ma non così marcata come negli habitat tipici delle piante carnivore. La funzione dell'habitus protocarnivoro comunque non è direttamente correlata alla mancanza di nutrienti. Alcune classiche piante protocarnivore sono un esempio di convergenza evolutiva nella forma ma non necessariamente nella funzione. Plumbago, per esempio, possiede dei peli ghiandolari sui suoi sepali che ricordano strutturalmente i tentacoli di Drosera e Drosophyllum. La funzione di queste strutture non è ancora chiara. Secondo alcuni, essi aiutano la pianta nella dispersione dei semi, facendoli meglio aderire agli organismi deputati alla loro dispersione, altri invece notano che su alcune specie (Plumbago auriculata), rimangono intrappolati piccoli insetti striscianti. Ciò può significare che i tentacoli si siano evoluti per escludere gli insetti striscianti e favorire gli impollinatori volanti o forse per proteggersi dagli insetti predatori

## Tipi di trappole
Esistono dei parallelismi ben evidenti tra le trappole delle piante carnivore e quelle delle protocarnivore. Le trappole di Plumbago e di altre specie che presentano peli ghiandolari somigliano a quelle delle piante carnivore Drosera e Drosophyllum. Gli ascidi delle piante protocarnivore, come quelli di alcune specie di Heliamphora e di Darlingtonia californica, sono così simili a quelli delle vere carnivore che l'unica ragione per cui esse sono considerate semicarnivore è il fatto che esse non producono enzimi digestivi. Esistono anche delle Bromeliaceae semicarnivore che formano ascidi con le loro "urne". Ci sono poi altre piante che producono mucillagini collose non necessariamente associate a tentacoli o peli ghiandolari, ma che presentano una pellicola appiccicosa in grado di intrappolare ed uccidere gli insetti.

### Trappole a colla

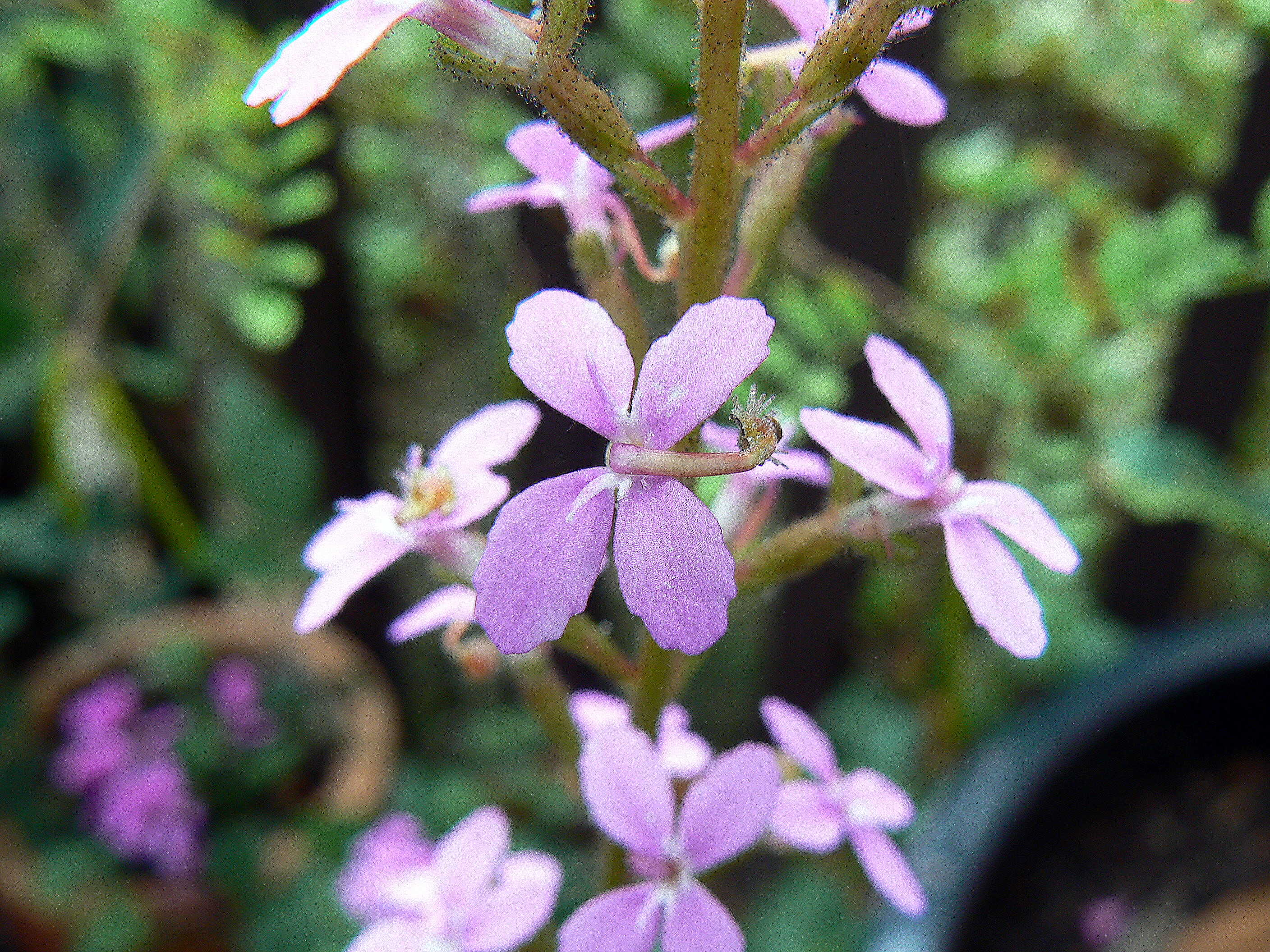
Una trappola a colla protocarnivora sotto i fiori di Stylidium productum

Il Dott. George Spomer dell'Università dell'Idaho ha scoperto funzioni ed attività protocarnivore in diverse specie di piante con peli ghiandolari come Cerastium arvense, Gilia aggregata, Heuchera cylindrica, Mimulus lewisii, Penstemon attenuata, Penstemon diphyllus, Potentilla glandulosa var. intermedia, Ribes cerum, Rosa nutkana var. hispida, Rosa woodsia var. ultramontana, Solanum tuberosum, Stellaria americana, e Stellaria jamesiana. Queste specie dimostrano attività proteasica ma non è chiaro se la proteasi è prodotta dalle piante o dai microbi presenti sulla loro superficie. ulteriori due specie esaminate dal dott. Spomer, Geranium viscossisimum e Potentilla arguta, mostravano attività proteasica e sono state esaminate con l'uso di una proteina algale marcata con il 14C per accertarsi se esse fossero in grado di assorbire i nutrienti. Per entrambe le specie i risultati diedero esiti positivi.
Altre piante con peli appiccicosi sulle loro superfici, come gli steli floreali e le gemme di Stylidium e Plumbago, le brattee di Passiflora foetida e le foglie di Roridula, sono considerate protocarnivore. Fin dalla loro scoperta avvenuta diversi secoli fa, si sa che i peli di Stylidium, che compaiono sotto il fiore, sono in grado di catturare ed uccidere gli insetti, ma la loro funzione rimane ambigua. Nel novembre del 2006 comunque, il dott. Douglas Darnowski pubblicò un articolo che descriveva la digestione attiva delle proteine quando esse venivano messe in contatto con i peli di specie di Stylidium coltivate in ambienti asettici e derivate da coltura tissutale, provando che la pianta stessa è in grado di produrre le proteasi e non i microbi che vivono su di essa. Darnowski asserisce che data questa prova, le specie di Stylidium devono essere considerate almeno protocarnivore. Per essere considerate vere carnivore è comunque necessario provare che la pianta è in grado di assorbire i nutrienti e che questo adattamento porta dei benefici alla pianta.

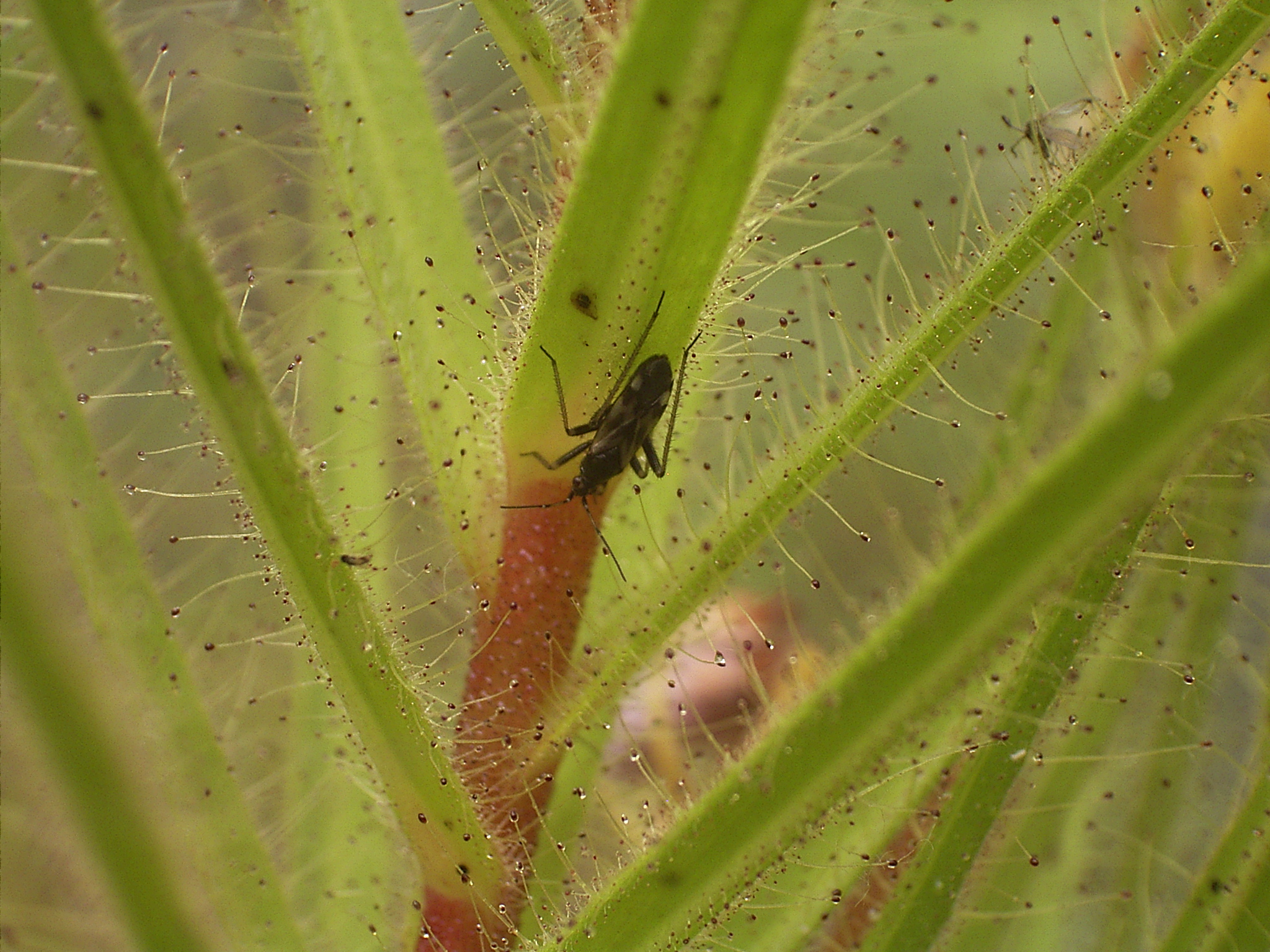
Pameridea roridulae su Roridula gorgonias, che ottiene i nutrienti dalle sue prede attraverso le feci del suo ospite

Roridula ha una relazione più complessa con le sue prede. Le piante di questo genere producono foglie appiccicose che somigliano a quelle delle drosere più grandi. La colla di queste piante, però non presenta enzimi digestivi, quindi la roridula non beneficia direttamente delle prede che cattura, ma forma una simbiosi mutualistica con specie di rincoti che si nutrono degli insetti intrappolati. La pianta poi assorbe i nutrienti provenienti dalle feci dei suoi simbionti..
Allo stesso modo, le brattee collose di Passiflora foetida sono state esaminate alla ricerca di abilità carnivore. Secondo uno studio di Radhamani del 1995 le brattee di questa pianta giocano un duplice ruolo sia nella difesa del fiore sia nella digestione e assorbimento delle prede, producendo proteasi e fosfatasi.
Ibicella lutea è un'altra protocarnivora che possiede trappole a colla e che è stata oggetto di diversi studi. I primi studi conclusero che la pianta fosse in grado di digerire le proteine. Studi seguenti condotti più accuratamente non riscontrarono nessuna attività proteasica, sebbene fosse stato notato che la pianta possiede una grande capacità di catturare ed uccidere gli insetti.

### Trappole ad ascidio

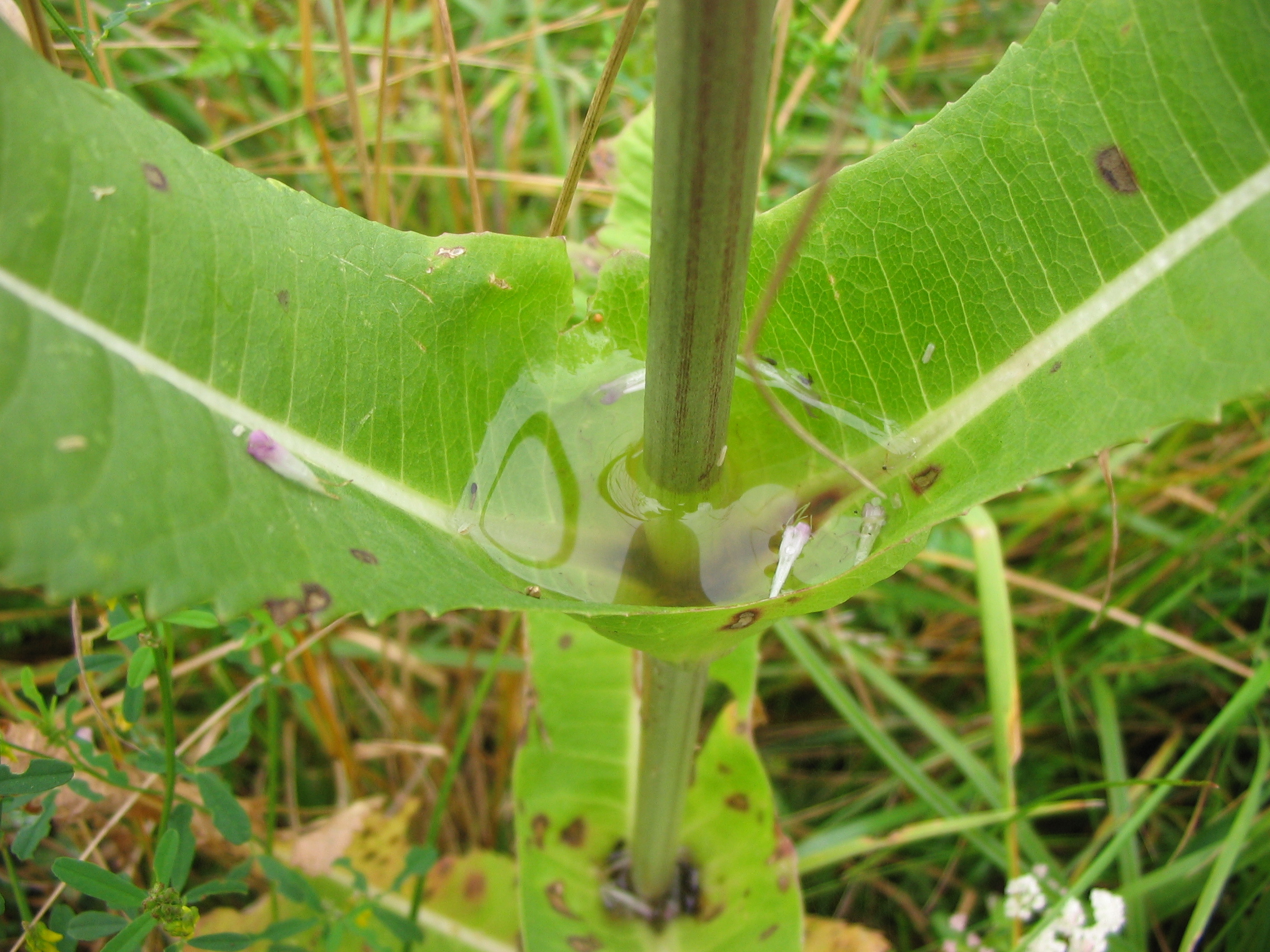
La riserva di acqua di Dipsacus fullonum, una pianta ad ascidio

Le trappole ad ascidio delle piante protocarnivore sono identiche a quelle delle vere carnivore sotto tutti gli aspetti tranne che nel modo di digestione delle prede. La definizione rigida della carnivorìa nelle piante richiede che le prede vengano digerite per mezzo di enzimi prodotti dalla pianta stessa. Dato questo criterio, molte delle piante ad ascidio comunemente considerate vere carnivore dovrebbero essere invece considerate protocarnivore. Sarracenia purpurea, Darlingtonia californica e diverse specie di Heliamphora non producono enzimi affidandosi invece a delle catene alimentari interne per la digestione delle prede.
Altre trappole ad ascidio non correlate a quelle delle Sarraceniaceae sono le urne delle Bromeliaceae, al cui interno si accumula l'acqua che intrappola gli insetti. Diversamente da Brocchinia reducta, per la quale è stata provata la produzione di almeno un enzima digestivo e può quindi essere considerata carnivora, la pianta epifita Catopsis berteroniana è in grado di attrarre e uccidere insetti e di assorbire i nutrienti, ma finora non è stata riscontrata nessuna attività enzimatica. È possibile che anche questa pianta si affidi a delle catene trofiche interne per la digestione delle prede. La stessa cosa si potrebbe dire per Paepalanthus bromelioides, appartenente alle Eriocaulaceae e non alle Bromeliaceae. Anche questa pianta forma delle urne centrali adattattesi ad attrarre gli insetti, ma come C. bertoroniana non produce enzimi digestivi.
Un'altra potenziale pianta protocarnivora è Dipsacus fullonum. Un solo studio ha esaminato questa pianta alla ricerca di caratteristiche carnivore e non è stata trovata nessuna prova né sulla produzione di enzimi né sull'assorbimento dei nutrienti.

### Altre trappole
Capsella bursa-pastoris è un'altra pianta la cui carnivorìa è contestata. Questa pianta protocarnivora è l'unica capace di catturare le prede solo durante uno stadio del suo ciclo vitale. I suoi semi, quando si idratano, secernono un fluido viscoso che attrae e uccide le prede e sono state portate delle prove che sostengono l'ipotesi della presenza di attività proteasica e di assorbimento dei nutrienti. L'unico criterio che non è stato esaminato è se e quanto la pianta si avvantaggi dall'adattamento carnivoro

## Perdita della carnivorìa

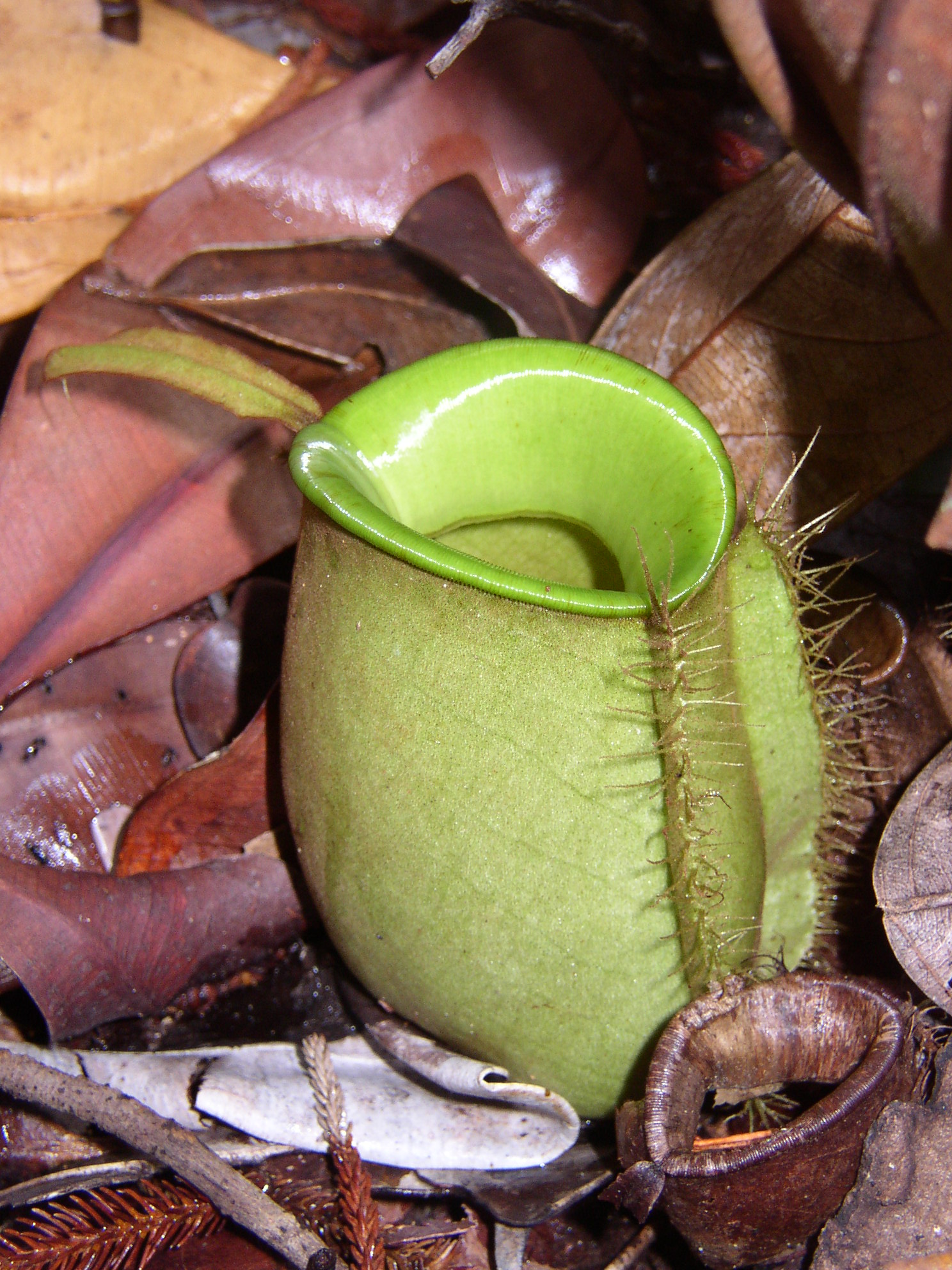
Nepenthes ampullaria è ben adattata a catturare le foglie cadute

Alcune piante considerate protocarnivore una volta erano pienamente carnivore, ma hanno perso gli adattamenti alla carnivorìa e si affidano ad altre fonti per ottenere i nutrienti.
Un esempio è la Nepenthes ampullaria, una pianta tropicale. Essa mantiene la capacità di attrarre, catturare, uccidere e digerire gli insetti, ma ha acquisito degli adattamenti che sembrano favorire la digestione delle foglie che cadono all'interno dei suoi ascidi. Essa potrebbe essere definita come una pianta detritivora.
La Nepenthes lowii cattura poche prede, se paragonata ad altre specie di Nepenthes. Osservazioni preliminari suggeriscono che questa particolare specie potrebbe essersi allontanata da una natura principalmente carnivora ed essersi adattata a "catturare" le feci degli uccelli che si nutrono del suo nettare.
Utricularia purpurea potrebbe aver perso la sua carnivorìa, almeno in parte. Questa specie può ancora intrappolare e digerire gli artropodi all'interno dei suoi utricoli, ma lo fa sporadicamente. Invece ospita una comunità di alghe, zooplancton e detriti all'interno degli utricoli. Ciò ha fatto pensare che le trappole di questa pianta favoriscono un'interazione mutualistica piuttosto che una relazione preda-predatore.

## Evoluzione
L'ecologia e la biologia evoluzionistica hanno formulato diverse ipotesi sull'evoluzione delle piante carnivore, ed esse possono essere applicate anche alle piante protocarnivore. Lo stesso nome "piante protocarnivore" suggerisce che queste specie si stanno evolvendo verso la carnivorìa, sebbene alcune presentino degli adattamenti volti solo alla difesa, come avviene in Plumbago. Altre specie invece, si stanno allontanando dalla carnivorìa.
In suo libro del 1998, Pierre Jolivet considera protocarnivore soltanto 4 specie: Catopsis berteroniana, Brocchinia reducta, B. hectioides e Paepalanthus bromeloides. Jolivet scrive che "è importante ricordare che tutte le piante carnivore sono dicotiledoni e tutte le protocarnivore sono monocotiledoni", sebbene egli non spieghi perché e non descriva quali siano le ragioni per cui escludere dalle protocarnivore le dicotiledoni.